# Вітторіо Соротюк
Вітторіо Соротюк (нар. 12 квітня 1945 ) — адвокат та громадський, політичний діяч Бразилії українського походження. Заступник президента Світового Конґресу Українців — репрезентує українську діаспору Південної Америки, голова Українсько-Бразильської Центральної Репрезентації.

## Життєпис
Прадід Семко Соротюк родом з села Дітківці (сучасної Тернопольської області України). Діди по лінії батька Жоакім Соротюк і Мадалена Дрогомирська і по лінії матері Жоао Гудима і Катерина Конопацька прибули в Бразилію в 1896 році. Син Жоао (Івана) Соротюка та Жустини (Юстини) Гудими. Народився 12 квітня 1945 року в м. Прудентополіс (штат Парана). Його рідний брат є писанкарем, автор писанки в Українському Меморіалі в Куритибі.
Закінчив юридичний факультет Федерального університету Парани зі степінь бакалавра права. та можливістю працювати адвокатом в сфері екологічного права. Навчався в Інституті досліджень розвитку Женевського університету (Швейцарія). 1967—1968 роках працював завідувачем Учбового центру ім. Уго Сімас при юридичному факультеті Федерального університету Парани.
Брав участь у лівих студентських і профспілкових рухах, що боролися проти військової диктатури в Бразилії. 1968—1969 роках очолював Центральний комітет (профспілку) студентів Федерального університету Парани. У 1969 році організовував акції протесту проти авторитарного режиму, за що кілька разів потрапляв у в'язницю. 1970 року був вимушений емігрувати до Чилі, де на одному зі студентських мітингів познайомився з небогою президента Сальвадора Альєнде — Еліяною, яка стала його дружиною. Після повалення Альєнде у 1973 році повертається до Бразилії. 1980 року входить до групи засновників Партії трудящих (ПТ).
1983—1991 роках працював адвокатом прокуратури Інституту надр, картографії і флори Парани. З 1991 до 1992 роках був директором Інституту надр, картографії і флори Парани. В ці ж роки був член Національної ради довкілля. 1991 року стає членом адміністративної ради банку «Банестадо». У липні-грудні 1992 року обіймав посаду генерального директора секретарії довкілля уряду Парани.
1992—1995 роках знову повертається до прокуратури Інституту довкілля Парани як адвокат. З грудня 1992 року по жовтень 1994 року працював спеціальним помічником губернатора Парани. У жовтні 1994 року стає секретарем з питань довкілля уряду Парани. Тоді ж виходить з адміністративної ради банку «Банестадо».
У 1996—2002 роках працював в екологічній адвокатурі при неурядових організаціях з охорони довкілля. 1997 року призначено заступником голови комісії з питань довкілля Союзу адвокатів Бразилії в Парані. Перебував на посаді до 2002 року.
Нарівні з адвокатською діяльністю брав активну участь у розбудові українських організацій у Бразилії. У 2002 році очолив наглядову раду Українсько-Бразильської Центральної Репрезентації. 2003 року обирається її президентом. Перебуває на цій посаді дотепер. Також натепер викладає екологічне право на юридичному факультеті Університету Туіуті (м. Курітіба).

## Нагороди
- Орден князя Ярослава Мудрого V ст. (Україна, 28 грудня 2023) — за вагомий особистий внесок у зміцнення міждержавного співробітництва, підтримку державного суверенітету та територіальної цілісності України, популяризацію Української держави у світі[1]

## Родина
Дружина — Еліяна дель Кармен Еррерос
Діти:
- Жоао Енріке Еррерос-Соротюк (нар. 1983)
- Маріліа Мадалена Еррерос-Соротюк (нар. 1985)